# Romans (współczesny gatunek literacki)

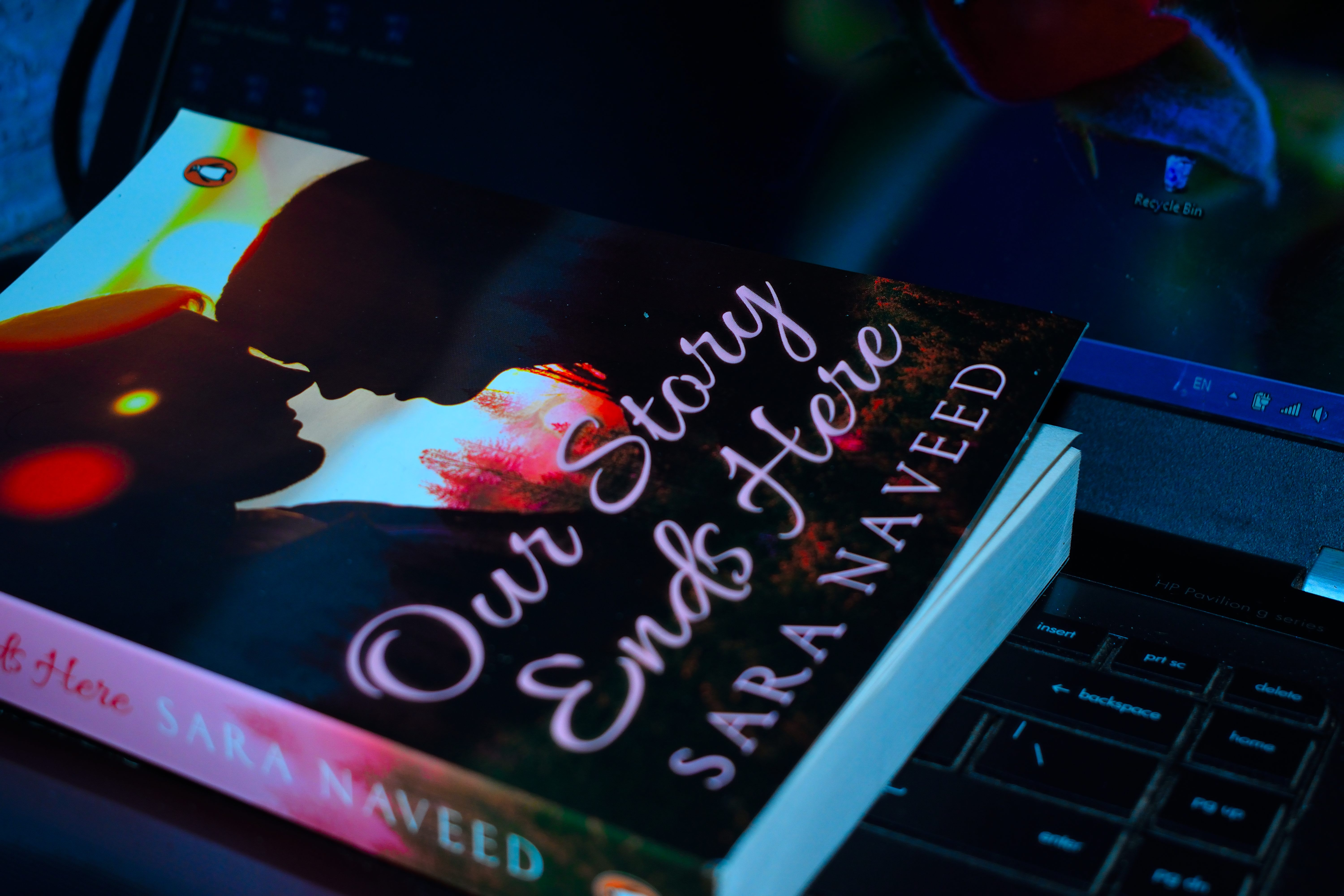
Romans

Romans (ang. romance novel) – jeden ze współczesnych, bardzo popularnych gatunków literackich. Romans skupia się zwykle na romantycznej miłości dwojga ludzi i na ich związku, a jego zakończenie jest „optymistyczne” i „emocjonalnie satysfakcjonujące”.
Pojęcie nie jest tożsame z romansem – gatunkiem historycznym ani z powieścią sentymentalną.
Istnieje kilka odmian tego gatunku powieści: współczesna, historyczna, fantastyczno-naukowa, paranormalna, kryminalna czy erotyczna. Wielu autorów romansów łączy ze sobą więcej niż dwie odmiany gatunkowe lub tworzy nowe.
Niektórzy gatunek ten wywodzą z XVIII- i XIX-wiecznych powieści, między innymi z sentymentalnej powieści Samuela Richardsona Pamela, czyli nagroda za cnotę czy z utworów Jane Austen, której twórczość stała się inspiracją dla Georgette Heyer, brytyjskiej autorki romansów historycznych i detektywistycznych. Często mówi się, że pierwszą prawdziwie amerykańską powieścią miłosną była wydana w 1972 r. Flame and the Flower (Płomień i kwiat) Kathleen Woodiwiss. W Wielkiej Brytanii gatunek był już dobrze znany dzięki twórczości m.in. Georgette Heyer czy Catherine Cookson.
Gatunek osiągnął szczyt popularności w latach 80. XX w., wtedy pojawiły się jego odmiany; przesunięte zostały nie tylko granice samego gatunku, zmieniła się także fabuła czy sposoby kreowania bohaterów. W Stanach Zjednoczonych romans miał największy udział wśród zakupów książkowych w 2012 r. – ok. 50%). Gatunek ten jest popularny także w Europie i Australii. Większość książek została napisana przez pisarzy anglojęzycznych, co oznacza, że dominuje w nich anglosaskie postrzeganie świata. W Polsce w 2011 roku romanse zajęły 4., w 2012 – 2. miejsce na liście najczęściej czytanych rodzajów powieści.

## Definicja
Zdaniem Amerykańskiego Stowarzyszenia Pisarzy Romansów (Romance Writers of America) akcja powieści obraca się wokół romantycznej miłości dwojga ludzi i wspólnego budowania związku. Konflikt i punkt kulminacyjny wynika bezpośrednio z głównego wątku. Mogą jednak wystąpić wątki poboczne, które nie są ściśle związane z głównymi bohaterami. Poza tym, romans musi mieć szczęśliwe zakończenie, które emocjonalnie satysfakcjonuje czytelnika. Postacie pozytywne otrzymują nagrodę, zaś karę ponoszą bohaterowie negatywni. Parę, która walczy o miłość i wierzy w swój związek, czeka bezwarunkowa miłość. Nora Roberts opisuje ten gatunek jako gloryfikujący stan zakochania, emocje, podkreślający wagę przeznaczenia, opisujący to wszystko, za czym kobiety tęsknią w głębi duszy.
Tzw. powieści dla kobiet (chick-lit) nie muszą być romansami, przedstawiane w nich związki głównej bohaterki z rodziną czy przyjaciółmi mogą być równie ważne jak jej związek z głównym bohaterem.
Wśród członków RWA trwają dyskusje na temat innych reguł dotyczących gatunku, począwszy od wątku bohaterów – np. protagoniści muszą spotkać się na początku opowieści; a kończąc na poruszanych tematach – np. nie porusza się tematu cudzołóstwa. Nawet wymóg szczęśliwego zakończenia jest poddawany pod dyskusję, gdyż niektórzy czytelnicy akceptują historie bez szczęśliwego zakończenia, o ile opowieść koncentruje się na romantycznej miłości między dwoma głównymi bohaterami (np. „Love story” Ericha Segala). Podczas gdy większość romansów stosuje się do ściślejszych zasad, niektóre, choć można je uznawać za należące do gatunku, od nich odchodzą. Jednak generalna definicja, w rozumieniu RWA i wydawców, mówi o dwóch elementach, które są obowiązkowe: wątek romantycznego związku i szczęśliwego zakończenia. Nie ma innych ograniczeń. Jeśli te kryteria są zachowane, romans może rozgrywać się w dowolnym miejscu i czasie. Obecnie (drugiej dekadzie XXI w.) mogą wystąpić tematy, które do niedawna uznawane były za zakazane lub co najmniej kontrowersyjne: np. „gwałt randkowy”, przemoc rodzinna, uzależnienia czy niepełnosprawność fizyczna lub intelektualna.
Odpowiednio dobrany zestaw elementów – czas i miejsce, tematyka wątków – pozwala na określenie przynależności danego romansu do jednego z kilku jego odmian. Chociaż takie zróżnicowanie daje wiele możliwości, słyszy się głosy, że romanse mało się od siebie różnią. Istnieje wiele stereotypów, m.in.: że są powierzchowne, pisane pod potrzeby czytelniczek, ubogie językowo. Czasami mówi się, że są kobiecą pornografią; najpopularniejszą formą erotyki dla współczesnej kobiety. W niektórych powieściach pojawia się dużo erotyki, ale w innych bohaterowie ograniczają się do niewinnego pocałunku.
Chociaż większość romansów opowiada o parach heteroseksualnych, pojawiły się takie, które podejmują temat związku między osobami tej samej płci. Często takie powieści uznaje się za kolejną odmianę gatunku. Ponieważ większość czytelników to kobiety (ok. 90%), powieści pisane są najczęściej z kobiecego punktu widzenia (w 1. czy 3. os. l. poj.).

## Forma
Romanse wydawane są w dwóch formach. Pierwszą z nich są serie tematyczne, drugą – powieści samoistne.

### Serie tematyczne
Romanse tematyczne są krótkie, zwykle liczą nie więcej niż 200 stron (ok. 50 tys. słów). Żeby napisać romans tej objętości, który odniesie sukces komercyjny, autor ogranicza się do głównego wątku miłosnego. Zazwyczaj to wydawcy podają wytyczne, określające typ danej serii. Są to np. czas i miejsce akcji, środowisko, temat, typ bohaterów, rodzaj konfliktu czy poziom zmysłowości. Jeśli jest popyt na konkretną serię tematyczną, wydawnictwa zamawiają nowe tytuły o podobnej tematyce. Zanik zainteresowania czytelniczego prowadzi do rezygnacji z kontynuowania serii.

### Powieści samoistne
Powieści samoistne nie są publikowane jako tytuł wydawniczej serii tematycznej. Są dłuższe – zazwyczaj liczą 350-400 stron (ok. 100 tys. słów). Nie zawsze powieść samoistna oznacza powieść jednotomową. Niektórzy autorzy chętnie tworzą książki powiązane ze sobą, od trylogii poczynając po wielotomowe serie, chcąc raz po raz powrócić do stworzonych przez siebie światów lub bohaterów.

## Odmiany gatunkowe
Ponieważ definicja gatunku nie ogranicza charakteru fabuły, ram czasowych czy miejsc, w których rozgrywa się akcja, gatunek odznacza się dużą różnorodnością, która doprowadziła do powstania kilku odmian. Często mają one powiązania z innymi gatunkami literackimi, a niektóre powieści mogą przynależeć równocześnie do konkretnej odmiany romansu i innego gatunku literackiego. Na przykład istnieje podobieństwo między romansem kryminalnym a powieściami sensacyjnymi, kryminałami czy thrillerami lub między romansem paranormalnym a powieściami science-fiction lub fantasy.

### Romans współczesny
Cechą charakterystyczną romansu współczesnego – najliczniej reprezentowanej odmiany gatunku – są czasy obecne, czyli lata po II wojnie światowej. Rozgrywa się w czasie, kiedy została napisana i zwykle pokazuje obyczajowość danego okresu, np. bohaterki do roku 1970 porzucały pracę po wyjściu za mąż i urodzeniu dzieci, podczas gdy bohaterki po roku 1970 zachowywały ją i odnosiły w niej sukces. W miarę rozwoju współczesnego romansu fabuła stawała się coraz bardziej złożona, wielowątkowa; nabierała realizmu, wskutek czego granica między tą odmianą a literaturą dla kobiet stała się mało wyrazista.
Współczesne powieści zawierają elementy pozwalające na ich identyfikację w czasie. Jednak po kilkunastu latach większość takich powieści przestaje przystawać do obyczajowości nowych czytelników i przestają być wznawiane. Te, które nadal są w obiegu czytelniczym (np. powieści Jane Austen) zwykle ulegają rekategoryzacji – wydawnictwa publikują je ponownie, ale jako romanse historyczne.

### Romans historyczny
Romans historyczny rozgrywa się przed II wojną światową. Ta odmiana może mieć swoje pododmiany, których akcja toczy się w konkretnym okresie historycznym, np. w okresie Regencji (romans arystokratyczny).
Romans historyczny posiada dwie główne cechy: „realizm” oraz tło historyczne. „Realizm” pozwala czytelnikom na odniesienie zdarzeń fabularnych do własnego życia oraz na zdobywanie zastępczego doświadczenia lub fantazji, która daje okazję do zaspokojenia odczuć, takich jak nadzieje czy strach. Natomiast historyczny czas i miejsce akcji są wymyślone i wyobrażone, a detale „historyczne” i ich interpretacja wybrane wyrywkowo i subiektywnie przez twórców. Innymi słowy, jest to wizja historyczna modyfikowana przez autorów według ich własnego uznania, co oznacza, że przedstawiana przeszłość to szczególna wizja twórcza, niekoniecznie trzymająca się wszystkich realiów historycznych. Prekursorką i jedną z pierwszych przedstawicielek tego podgatunku była Georgette Heyer.

### Romans kryminalny
Akcja romansu kryminalnego skupia się wokół intrygi lub tajemnicy, którą muszą rozwiązać główni bohaterowie. Bohaterka jest zazwyczaj ofiarą lub celem zamierzonego przestępstwa i współpracuje z bohaterem, który jako policjant, agent, ochroniarz lub żołnierz ma za zadanie ją chronić. Na końcu powieści sprawa zostaje rozwiązana, a relacje między bohaterami przekształcają się w stały związek. Takie powieści rozgrywają się głównie w czasach współczesnych, ale np. Amanda Quick osadza intrygę w czasach historycznych, J.D.Robb. – w przyszłości.
Jak w każdej powieści tego typu romans kryminalny koncentruje się na wątku miłosnym. Wzajemny stosunek bohaterów musi wpływać na każdą ich decyzję i wzmagać napięcie związane z intrygą, która napędza fabułę. I odwrotnie: intryga/tajemnica ma wpływ na kształtowanie się wątku miłosnego. Język romansu kryminalnego jest „czystszy”, tzn. bez pełnych emocji i zmysłowych opisów często używanych w romansach tradycyjnych. Ponieważ tajemnica jest rozstrzygającym elementem fabuły, akcja dominuje nad charakterami bohaterów. Autorką, która sposób doskonały połączyła elementy romansu i intrygi/tajemnicy była Mary Stewart. Między rokiem 1955 a 1967 napisała 10 kryminalnych powieści z gatunku romansu kryminalnego. Choć jej uwaga skupiała się na relacjach między protagonistami, potrafiła zachować napięcie, charakteryzujące powieść kryminalną. W jej powieściach bohaterka poznaje osobowość bohatera w czasie rozwiązywania sprawy, a jego zaangażowanie sprawia, że zaczyna darzyć go uczuciem.

### Romans paranormalny, fantastyczny
Jest to odmiana gatunku, w której przyszłość, świat fantastyczny czy elementy nadprzyrodzone stanowią nieodzowną część fabuły. Romans paranormalny miesza realizm z fantastyką lub fantastyką naukową. Elementy fantastyczne mogą być wplecione jako alternatywna wersja naszego świata; urban fantasy (fantasy miejska) wprowadza do opowieści wampiry, demony, wilkołaki, ale także ludzi ze zdolnościami parapsychicznymi, czarownice czy duchy. Romanse, które dzieją się w przyszłości, mają pozaziemskich czy podróżujących w czasie bohaterów także należą do tej odmiany.
Także i w tych powieściach wykorzystywane są elementy charakterystyczne dla innych gatunków – powieści sensacyjnych, kryminalnych czy dla kobiet. Kilka z nich rozgrywa się wyłącznie w przeszłości i są zbudowane niemal tak jak romans historyczny. Akcja innych umieszczona jest w przyszłości, czasem na innych światach. Jeszcze inne dodają wątek podróży w czasie, gdzie bohater i bohaterka podróżują w przeszłość lub w przyszłość. Wiele powieści wprowadza do opisu współczesnego życia obdarzone nadnaturalnymi lub magicznymi mocami istoty, ludzi albo emocje np. strach przed nieoczekiwanymi zjawiskami nadprzyrodzonymi. Niektóre, zgodnie z założeniami gatunku, skupiają się na wątku miłosnym, zwracając mniejszą uwagę na elementy świata alternatywnego. Inne drobiazgowo budują alternatywną rzeczywistość; pojawia się np. system oparty na magii czy cywilizacje pozaziemskie.
Pierwszy futurystyczny romans Sweet Starfire Jane Ann Krentz został wydany w roku 1986 jako „klasyczny romans drogi”, którego akcja osadzona była w innej galaktyce. Popularność tej odmiany wzrosła po roku 2000. Romans fantastyczny zawiera cechy tradycyjnego romansu i powieści fantasy. Powieści tego rodzaju wydawane są także przez wydawnictwa specjalizujące się w literaturze fantastycznej. Niektórzy wydawcy rozróżniają "romans fantastyczny" i "fantasy romantyczne" w zależności od elementu dominującego. Romans, który opiera fabułę na podróży w czasie, najczęściej przenosi bohaterkę w przeszłość, by tam mogła poznać głównego bohatera. W innych powieściach to bohater przenosi się w swoją przyszłość (a teraźniejszość bohaterki). Bohaterowie odkrywają fizyczne i mentalne różnice między swoimi światami. Niektórzy pisarze "skazują" swoich bohaterów na odrębne ścieżki czasowe, które wykluczają połączenie bohaterów i ich – ku wielkiemu smutkowi czytelników – wspólną przyszłość.

### Romans religijny
W tej odmianie wiara religijna lub duchowość (każda wiara lub system religijny) jest ważną częścią romantycznego związku bohaterów. Romanse religijne łączą głównie elementy wiary chrześcijańskiej z rozwojem relacji romantycznych. Zwykle nie występuje w nich przemoc ani wulgaryzmy, zaloty mają niewinny charakter. Seks, jeśli w ogóle jest obecny, pojawia się po ślubie. Powieści skupiają się na wierze bohatera czy bohaterki, akcentując dodatkowy element: związek bohaterów z Bogiem. Poruszane są takie tematy jak wybaczenie, uczciwość, wierność.

### Romans erotyczny
Romans erotyczny łączy romantykę z erotyką. Seksualność odgrywa ważną rolę, ale poza tym może zawierać elementy każdej z odmian gatunku. Zazwyczaj w narracji używa się mniej eufemizmów, które są charakterystyczne dla klasycznego romansu; język opisu scen miłosnych jest bardziej otwarty, dosadny, szczegółowy, mogą pojawić się nietypowe pozycje czy akty seksualne. Zwykle jest też więcej scen erotycznych niż w innych odmianach tego gatunku. Chociaż seks jest bardzo ważny, nie jest to literatura pornograficzna. Utwory pornograficzne koncentrują się na samym akcie seksualnym, natomiast w romansach erotycznych ważną rolę odgrywają charaktery, fabuła, która zachowuje spójność nawet bez erotycznych scen.

### Romanse przeznaczone dla przedziału wiekowego 14-21
RWA wyróżnia odmianę przeznaczoną dla tzw. młodych dorosłych (young adults). Jedyną wyróżniającą się cechą jest dostosowanie do wieku elementów (m.in. wiek bohaterów).

## Historia
Prekursorem romansu jest sentymentalna powieść Samuela Richardsona z 1740 roku pt. Pamela czyli cnota nagrodzona. Była to jedna z pierwszych powieści relacjonująca przebieg zalotów z punktu widzenia kobiety. W przeciwieństwie do wielu powieści tego okresu, zakończenie historii było szczęśliwe. Powieść zyskała niesłychaną popularność; w ciągu roku miała pięć wydań. Jednak jako gatunek romans rozwinął się dopiero w XIX wieku. Jane Austen uważana jest za mistrzynię tego gatunku. Jej powieść Duma i uprzedzenie, wydana w 1813 r., uznana została za jedną z najlepszych w tym gatunku. Na powieściach Austen wzorowały się siostry Brontë. Charlotte Brontë opublikowała w 1847 r. powieść Dziwne losy Jane Eyre, której bohaterką była sierota. Romans łączył elementy powieści gotyckiej i dramatu elżbietańskiego, "pokazując elastyczność formy".
Popularność gatunku wzrosła w po I wojnie światowej. W 1919 zekranizowano romans Edith Maude Hull pt. Szejk. Jej bohater to samiec alfa, który porywa bohaterkę, a potem zdobywa jej serce. Choć na początku XX w. kobiety cieszyły się już pewną niezależnością, jednak wydawcy sądzili, że czytelnicy przyjmą opisy seksu przedmałżeńskiego tylko w kontekście przemocy. W tej powieści przemoc jest raczej fantazją, bohaterka nie jest terroryzowana, nie jest w szoku i nie przeżywa traumy. Popularna wersja romansu historycznego, którą rozwinął Walter Scott na początku XIX w., pojawiła się w 1921 roku, kiedy to Georgette Heyer napisała swoją pierwszą powieść pt. Czarna ćma (The Black Moth). Jej akcja rozgrywała się w 1751 r. Heyer inspirowana powieściami Jane Austen wiele swoich powieści osadzała w okresie późnej Regencji, w latach, kiedy żyła Jane Austen. Ponieważ jej powieści rozgrywały się 100 lat wcześniej niż okres, w którym tworzyła, wplatała w fabułę starannie dobrane szczegóły historyczne, które przybliżały czytelnikom epokę. Dla Heyer to miejsce zdarzeń było siłą napędową fabuły. Jej postacie prezentują często wrażliwość dwudziestowieczną; bardziej konwencjonalne postacie są punktem odniesienia dla ekscentryczności głównej bohaterki (np. fakt, że chce wyjść za mąż z miłości). Heyer była płodną pisarką; pisała 1-2 romanse historyczne rocznie, aż do swojej śmierci w 1974 roku. W Niemczech za niekwestionowaną królową romansu uchodzi, tworzącą na początku XX w., Hedwig Courths-Mahler, autorka 208 powieści.
Popularność i sukcesy, jakie odnosiły romanse historyczne, doprowadziły do powstania specyficznego stylu pisarskiego, skoncentrowanego przede wszystkim na fabule śledzącej monogamiczny związek między bezbronną bohaterką a bohaterem, który ją ratuje, mimo że niekiedy to on był powodem niebezpiecznej sytuacji, w której się znajdowała. Pierwszy amerykański romans, "Flame and the Flower" (Płomień i kwiat) Kathleen Woodiwiss, został wydany w 1972 r. Był to pierwszy romans, który „towarzyszył bohaterom w sypialni”. Druga powieść autorki, Wolf and the Dove z 1974 r. także odniosła wielki sukces. W 1980 r. „Wall Street Journal” porównał romanse historyczne do Big Maca: „są soczyste, tanie, przewidywalne i pożerane w oszałamiających ilościach przez tłumy wielbicieli”.
Wraz z popularnością gatunku wykształcił się nowy styl romansu historycznego; heroiny stały się niezależne, miały silną wolę i często nawiązywały relacje z bohaterami, którzy zmieniali się w uważnych i wrażliwych mężczyzn, prawdziwie podziwiających kochane przez siebie kobiety. To kontrastowało z równoległe wydawanymi romansami osadzonymi w czasach współczesnych, gdzie słabe kobiety kochały się w onieśmielających, dominujących mężczyznach. Chociaż bohaterki miały czynny udział w przebiegu fabuły, to „w związku odgrywały pasywną rolę”. Zwykle miały 16-21 lat, podczas gdy bohaterowie byli nieznacznie starsi, zwykle koło 30. Kobiety były dziewicami, podczas gdy mężczyzn charakteryzowało doświadczenie; parę opisywano jako piękną.
Lata 80. odmieniły gatunek, który z powodu niezwykłej popularności stopniowo popadał w schematyzm. Wydawcy doszli do wniosku, że najpopularniejszymi pisarzami są ci, którzy rozwijają gatunek i poszerzają jego granice. I tak bohaterem jednej z powieści LaVyrle Spencer był otyły mężczyzna, który musiał drastycznie zmienić styl życia, by zdobyć serce ukochanej kobiety; bohaterem jednej z powieści Janet Dailey jest brzydki mężczyzna, a bohaterka szuka swojej biologicznej matki. Powieść Jayne Ann Krentz Sweet Starfire z 1986 roku był pierwszym romansem futurystycznym, który połączył tradycyjne elementy romansu ze science-fiction. Stosunki między bohaterami stawały coraz bardziej nowoczesne; w latach 90. niemal już nie wydawano książek, w których mężczyzna przemocą zdobywał swoją przyszłą żonę.
W drugiej połowie lat 80. XX wieku pojawiły się kobiety pracujące w zawodach wcześniej uznawanych za męskie. Na początku lat 90. bohaterki wykonujące wolne zawody. Wiek głównych bohaterek wydłużył się, nawet do 40 lat. Mężczyźni także się zmieniali, stawali się bardziej wrażliwi. Dzięki Julie Garwood w latach 90. w romansie pojawił się humor. Jednak mimo różnorodności miejsc i zdarzeń, cały czas istniały tematy zakazane: terroryzm, wojna albo męskie sporty.
Romans rozwijał się także w inny sposób. W 1989 r. wydano go (po raz pierwszy) w twardej okładce (dotychczas wydawano je w miękkich okładkach, charakterystycznych dla wydawnictw masowych). Była to powieść Jude Deveraux Knight in Shining Armor (Rycerz w lśniącej zbroi).
Wielu pisarzy zaczęło pisać romanse współczesne, a wydawcy wspierali ten zwrot. Ponieważ akcja dotyczy czasów obecnych, pojawia się coraz więcej wątków, z którymi współczesny czytelnik może się identyfikować. Romanse podejmują nowe tematy, jak samotne macierzyństwo (czy ojcostwo), adopcja czy przemoc rodzinna. Zmieniają się także bohaterowie, a także relacje między nimi, które nabierają coraz bardziej charakteru partnerskiego.

## Pisarki
Do najbardziej znanych anglojęzycznych pisarek romansów należą m.in. Danielle Steel (r. współczesny), Jackie Collins (r. współczesny), Janet Dailey i Nora Roberts (r. współczesny) – także jako J.D. Roob (r. kryminalno-futurystyczne – seria In Death), Jude Deveraux (r. historyczny), Bertrice Small (r. historyczny i erotyczny), Julia Quinn (r. historyczny), LaVyrle Spencer (r. historyczny), Jayne Ann Krentz (r. futurystyczno-paranormalny) – jako Amanda Quick (r. historyczny), jako Jane Castle (r. współczesny), Stephenie Meyer (r. paranormalny), E.L. James (r. erotyczny), Susan Elisabeth Phillips (r. współczesny), Barbara Wood (r. historyczny), Meg Cabot (r. paranormalny dla tzw. młodych dorosłych), Julie Garwood (r. historyczny i kryminalny), Mary Jo Putney (r. historyczny i współczesny), Teresa Medeiros (r. historyczny, współczesny i paranormalny). Barbara Cartland, Catherine Cookson, Philippa Gregory (r. historyczny), Georgette Heyer (r. historyczny i kryminalny), Eleanor Hibbert, czyli Victoria Holt (r. historyczny), Agatha Christie jako Mary Westmacott, Jo Beverly (r. historyczny i współczesny), Penny Jordan (r. historyczny), Katie Fforde (r. współczesny), Stephanie Laurens (r. historyczny).
Słownik literatury popularnej podaje nazwiska polskich autorek: Katarzyny Grocholi, Ireny Matuszkiewicz, Izabeli Sowy, Moniki Szwaji. Zwraca uwagę na istotną rolę wątku obyczajowego, który "służy uprawdopodobnieniu romansu, ułatwia procesy projekcji i identyfikacji".